# Hemisferektomia
Hemisferektomia – zabieg polegający na resekcji lub odłączeniu jednej półkuli mózgu. Stosowana przy leczeniu ciężkich, lekoopornych form padaczki i zapalenia mózgu Rasmussena.